# Atalanta B.C.
Atalanta Bergamasca Calcio je italijanski nogometni klub iz Bergama. Atalanta je bila ustanovljena 8. oktobra 1907 in trenutno igra v Serie A. Največji uspeh Atalante je osvojitev italijanskega pokala leta 1963. Klub je znan po vzdevku Regina delle provinciali ("kraljica provincijskih klubov"), saj je najuspešnejši klub iz mesta, ki ni metropola.
Domači stadion Atalante je Gewiss stadium, ki sprejme 26.562 gledalcev. Nogometa[i kluba nastopajo v dresih črne in modre barve.

## Rivalstvo
Največji rival Atalante je Brescia, iz istoimenskega sosednjega mesta.